# San Juan Bautista Tuxtepec
San Juan Bautista Tuxtepec – miasto w Meksyku, w stanie Oaxaca. Liczy 107 300 mieszkańców (1 lipca 2014 roku).